# CHI Donaueschingen
CHI Donaueschingen (auch S.D. Fürst Joachim zu Fürstenberg-Gedächtnisturnier) ist ein internationales Reitturnier in der baden-württembergischen Stadt Donaueschingen – es gehört zu den traditionsreichsten Europas.
„CHI“, französisch Concours hippique international bezeichnet dabei ein internationales Reitturnier mit mehr als einer Disziplin: Das CHI Donaueschingen ist zumeist als CAI-A (Concours d’Attelage International, „Internationales Fahr-Turnier“: Vierspännerfahren) und Concours de Saut International, CSI 3* (Springreiten) ausgeschrieben; seit 2008 auch als Concours de Dressage International, CDI 4* (Dressurreiten). Zudem wurde das Turnier im Jahr 2006 um eine internationale Amateur-Springreitertour ergänzt; seit 2009 sind auch die Prüfungen des European Youngster Cups als CSIU25-A mit ausgeschrieben. Von 2008 bis 2012 wurden zudem spezielle, international ausgeschriebene Dressurprüfungen für Reiter bis 25 Jahre (CDIU25-A) durchgeführt.
Hier starten also jedes Jahr internationale Spitzensportler und das Turnier ist ein Höhepunkt für die Nachwuchsreiter der Region durch die Station der Young Masters League (European Youngster Cup, eine europaweite Turnierserie für Springreiter bis 25 Jahre). Seit 2024 wird das Turnier vom Reit- und Fahrverein Schwenningen e. V. in Zusammenarbeit mit der Reitsportagentur Schafhof Connects unter Geschäftsführer Matthias Alexander Rath veranstaltet.

## Turniergeschichte
Höhepunkte in der Turniergeschichte waren die Ausrichtung der Europameisterschaften der Vierspännerfahrer 1977, die Austragung des CHIO der Bundesrepublik Deutschland anstelle Aachens im Jahr 1986 (welches in diesem Jahr die letzten Weltmeisterschaften der Springreiter vor Schaffung der Weltreiterspiele austrug) und die Durchführung der Europameisterschaften der Dressurreiter 1991 und der Springreiter im Jahr 2003. Weitere Höhepunkte waren die Finals um die Nationen-Preis-Trophy 1998 und 2002.
Die Anfänge des CHI Donaueschingen sind im Jahr 1954 zu finden, in dem erstmals ein nationales Turnier ausgetragen wurde. Ab 1959 nahmen auch Reiter aus den benachbarten Ausland teil. Im Jahr 1964 wurden hier die Baden-Württembergischen Meisterschaften im Dressur- und Springreiten ausgetragen. Ein Jahr später begann die internationale Turniergeschichte des Turniers mit der ersten Austragung als CHI Donaueschingen. Bereits 1976 war das Turnier Durchführer eines weiteren großen Championats: der deutschen Meisterschaft der Springreiterinnen und des deutschen Dressur-Berufsreiterchampionats. 1981 und 1985 wurden zwei der ersten Bundeschampionate hier ausgetragen. Die Vierspännerfahrer, die seit 1976 beim CHI vertreten sind, richteten zudem im Jahr 2000 die deutschen Meisterschaften der Vierspännerfahrer aus.
Im Jahr 1986 wurde im Rahmen des CHI Donaueschingen der bundesdeutsche CHIO ausgetragen, der üblicherweise im Rahmen des CHIO Aachen durchgeführt wird. In jenem Jahr aber war Aachen im Sommer der Austragungsort der Weltmeisterschaften der Springreiter (die letzte ihrer Art vor Einführung der Weltreiterspiele) und verzichtete seitens des Aachen-Laurensberger Rennvereins als Ausrichter des CHIO darauf, das Turnier 1986 auszurichten. Daher wurde Donaueschingen als Ersatzveranstalter auserkoren. Das führte damals dazu, dass das Turnier um einige Tage verlängert wurde (Beginn Dienstag statt Donnerstag beim CHI); freitags wurde – wie von Aachen her gewohnt – der Preis der Nationen ausgetragen.
Auch richtete das Turnier in der Vergangenheit mehrfach Championate und Nationenpreisturniere in den unteren Altersklassen der Springreiter aus.

## Prüfungen

### Springreiten
Die internationalen Springprüfungen beim CHI Donaueschingen waren im Jahr 2017 mit insgesamt über 170.000 € dotiert, hiervon entfallen auf dem Großen Preis 57.000 € (inklusive eines Pkws für den Sieger).
Die Springprüfungen gliedern sich im:
- eine mittlere Tour und eine große Tour mit zusammen sieben Prüfungen inklusive des Großen Preises
- eine Tour für junge Springpferde mit drei Prüfungen
- drei Prüfungen in der U-25-Tour (European Youngster Cup)
- zehn Prüfungen des ESCON Spring-Clubs (Amateurprüfungen, CSIAm-A und CSIAm-B), diese unterteilen sich nochmals in Prüfungen in der kleinen, mittleren und großen Amateurtour.[3]

Hinzu kommen weitere nationale Prüfungen.

### Dressurreiten
Von 2003 bis 2006 fehlten die Dressurprüfungen im Programm des CHI Donaueschingen, nach dieser Pause war das Turnier zunächst 2007 als CDI-Y für Reiter zwischen 20 und 25 Jahre international und in den übrigen Prüfungen national ausgeschrieben. Im Jahr 2008 kehrte der große Dressursport nach Donaueschingen zurück, seitdem stellt sich das Programm wie folgend dar:
- zwei Prüfungen des CDI 4*: Grand Prix de Dressage und Grand Prix Spécial
- weitere Dressurprüfungen, die national ausgeschrieben sind, so zum Beispiel eine Qualifikation zum Finale des Nürnberger Burg-Pokals.[4]

### Gespannfahren
Das Programm des CHI wird durch die Gespannfahrer vervollständigt, die hier internationale Prüfungen für Vierspänner und Pony-Vierspänner austragen. Im Jahr 2017 waren diese insgesamt zehn Prüfungen zusammen mit 34.000 € dotiert. Da im Jahr 2012 in Riesenbeck die Weltmeisterschaft der Vierspännerfahrer stattfand, wurde das Deutsche Fahrderby in Donaueschingen ausgetragen. Während es die zwei folgenden Jahre wieder nach Riesenbeck beheimatet war, findet das Derby seit 2015 jährlich in Donaueschingen statt. Die Europameisterschaften der Vierspännerfahrer wurde 2019 im Rahmen des CHI Donaueschingen ausgerichtet.

### Sieger in den Hauptprüfungen (seit 2002)
| Jahr                                                                     | Ausschreibung des Turniers | Sieger im Großen Preis (Springreiten) | Sieger im Grand Prix Spécial (Dressurreiten)               | Sieger in der kombinierten Fahrprüfung für Vierspänner |
| ------------------------------------------------------------------------ | -------------------------- | --- | ---------------------------------------------------------- | --- |
| 2002                                                                     | CSIO, CDI, CAI             | Ludger Beerbaum Gladdys S (Wertungsprüfung Riders Tour) Sieger im Nations-Cup-Finale 2002: Italien (Bruno Chimirri, Jerry Smit, Vincenzo Chimirri, Giovanni Govoni) | Ulla Salzgeber Rusty (Wertungsprüfung Riders Tour Dressur) | Schweden Charmeur, Flanör, Rachi-Röslev, Device und Impuls |
| 2003 aufgrund der Europameisterschaft der Springreiter nicht ausgetragen |                            | |                                                            | |
| 2004                                                                     | CSI 4*, CAI-A              | Ludger Beerbaum Goldfever (Wertungsprüfung Riders Tour) | keine Dressurprüfungen ausgetragen                         | IJsbrand Chardon Lando, Zidane, Pilot, Ferdinand und Lancelot |
| 2005                                                                     | CSI 4*, CAI-A              | Leopold van Asten Think Twice II (Wertungsprüfung Riders Tour) | keine Dressurprüfungen ausgetragen                         | Werner Ulrich Atalanta II CH, Europa V CH, Mikado N, Urban IX CH und Corado K |
| 2006                                                                     | CSI 3*, CAI-A              | Marc Houtzager Opium | keine Dressurprüfungen ausgetragen                         | József Dobrovitz Cinkos, Felhoe, Maestoso Delceg, Sagel und Neopolitano XXIV |
| 2007                                                                     | CSI 3*, CDI-Y, CAI-A       | Ludger Beerbaum Goldfever | Frank Freund Amoucheur                                     | Boyd Exell Lordminster, Santana, Selleen und Striker |
| 2008                                                                     | CSI3*, CDI4*, CAI-A        | Marcus Ehning Vulkano FRH (Qualifikation zum Masters-League-Finale)                                                                                                 | Anky van Grunsven Painted Black                            | Fredrik Persson Lennoc, Luma de Lux, Radazzo, Telemacos und Thunderbird |
| 2009                                                                     | CSI3*, CDI4*, CAI-A        | Kevin Staut Silvana (Qualifikation zum Masters League-Finale) | Anky van Grunsven Painted Black                            | Theo Timmerman Boy, Draco, Gregor, Mister und Boris |
| 2010                                                                     | CSI3*, CDI4*, CAI-A        | Steve Guerdat Jalisca Solier (Qualifikation zum Masters League-Finale)                                                                                              | Victoria Max-Theurer Augustin OLD                          | József Dobrovitz Riant, Sagel, Felhö, Szello und Vigour |
| 2011                                                                     | CSI3*, CDI4*, CAI-A        | Johannes Ehning Salvador V (Qualifikation zum Masters League-Finale)                                                                                                | Ulla Salzgeber Herzruf's Erbe                              | Georg von Stein Joy, Nautilus, Nico-T, Odin und Lando |
| 2012                                                                     | CSI3*, CDI4*, CAI-A        | Frank Schuttert Winchester (Qualifikation zum Masters League-Finale)                                                                                                | Anabel Balkenhol Dablino                                   | Georg von Stein Joy, Nautilus, Nico-T, Odin und Lando (Deutsches Fahrderby) |
| 2013                                                                     | CSI4*, CDI4*, CAI-A        | Gert-Jan Bruggink Ulke (Qualifikation zum Masters League-Finale) | Isabell Werth Don Johnson FRH                              | Deutsche Meisterschaft: Christoph Sandmann Wierd, Asztor, Variant, Scicco |
| 2014                                                                     | CSI3*, CDI4*, CAI3*-H4     | Toni Haßmann Classic Man V (Qualifikation zum Masters League-Finale)                                                                                                | Jessica von Bredow-Werndl Unee                             | Michael Brauchle Carola, Cassanova T, Clinton, Shakira, Rapa-Nui |
| 2015                                                                     | CSI3*, CDI4*, CAI3*-H4     | Cameron Hanley Antello Z (Qualifikation zum Masters League-Finale)                                                                                                  | Jessica von Bredow-Werndl Zaire                            | Deutsche Meisterschaft und Deutsches Fahrderby: Michael Brauchle Shakira, Clinton, Carola, Eldiva                                                                                  |
| 2016                                                                     | CSI3*, CDI4*, CAI3*-H4     | Lisa Nooren Sabech d'Ha (Qualifikation zum Masters League-Finale)                                                                                                   | Michelle Hagman Happiness                                  | Deutsches Fahrderby: Georg von Stein Fax, Odin, Playboy, Popey, Donald Duck |
| 2017                                                                     | CSI3*, CDI4*, CAI3*-H4     | Hans-Dieter Dreher Berlinda (Qualifikation zum Masters League-Finale)                                                                                               | Jessica von Bredow-Werndl Unee                             | Deutsches Fahrderby: Benjamin Aillaud Beene van de Dubelsile, Sybren P, Tiemen, Yse Weltcupwertung: Chester C. Weber Asjemenou, Boris W, Splash, First Edition                     |
| 2018                                                                     | CSI3*, CDI4*, CAI3*-H4     | Hans-Dieter Dreher Embassy II (Qualifikation zum Masters League-Finale)                                                                                             | Sönke Rothenberger Cosmo                                   | Deutsches Fahrderby und Weltcupwertung: József Dobrovitz Bandidos, Dante, Exclusive, Waltstar, Zizo Deutsche Meisterschaft: Georg von Stein Eddy, Hindrik, Despardo, Popey, Rocket |
| 2019                                                                     | CSI3*, CDI4*, CH-EU-A 4    | Lucas Porter C Hunter | Benjamin Werndl Famoso OLD                                 | siehe unten |
| 2020                                                                     | CDI4* „CHI special“        | – | Jessica von Bredow-Werndl TSF Dalera BB                    | – |
| 2021                                                                     | CSI3*, CDI3*               | Steve Guerdat Maddox | Laura Tomlinson DSP Rose of Bavaria                        | – |

## Europameisterschaften Vierspännerfahren 2019
Der CHI Donaueschingen bekam im November 2016 den Zuschlag, die Europameisterschaften im Vierspännerfahren 2019 auszurichten. Die Europameisterschaften 2019 ersetzten die sonst im Rahmen des CHI durchgeführten Wettbewerbe der Vierspännerfahrer.
Nach der Fahrdressur lag Benjamin Aillaud aus Frankreich in Führung, auf den Plätzen zwei und drei folgten die Gespanne von IJsbrand Chardon und seinem Sohn Bram Chardon. Erwartungsgemäß führten die Niederlande mit fast 10 Punkten Vorsprung.
Der Tag der Geländefahrt verlief für die Niederlande unglücklich: IJsbrand Chardons Kutsche kippte am Hinderniskomplex vier um, was zum Ausschluss führte. Sein Mannschaftskollege Koos de Ronde sorgte für einen Eklat: Die Information, dass die Zeit für die Phase A angepasst worden war, erreichte de Ronde nicht. Er legte gegen die aus seiner somit zu langsamen Zeit resultierenden Zeitfehler Einspruch ein. Nachdem dieser nicht anerkannt wurde, reiste er aus Donaueschingen ab, so dass am letzten Turniertag keine niederländischen Mannschaft mehr zustande kam. Positive Schlagzeilen produzierte die starke deutsche Mannschaft: Alle drei Gespanne des Teams kamen unter die ersten sechs Plätze, Deutschland lag vor dem Hindernisfahren auf Goldkurs.
Beim Hindernisfahren ließ ein gefallener Kegel Georg von Stein vom Bronzerang auf den vierten Platz zurückfallen. Seine Mannschaftskollegen konnten die Plätze fünf und sechs behaupten. Damit gewann Deutschland erstmals überhaupt bei einer Vierspänner-Europameisterschaft die Goldmedaille. In der Einzelwertung konnte auch ein gefallener Kegel den Sieg von Bram Chardon nicht verhindern. Sein Vorsprung auf Benjamin Aillaud war nach dem Geländefahren ausreichend komfortabel gewesen, so dass er seinem Vater IJsbrand Chardon als Europameister nachfolgte. Neben den drei Mannschaftsfahrer war Deutschland noch mit sechs weiteren Gespannen am Start: Routinier Christoph Sandmann erreichte Rang sieben, Mareike Harm Rang zehn. Jérôme Voutaz kam als einziger Schweizer Teilnehmer auf Rang 13, die österreichischen Fahrer belegten in der Einzelwertung hintere Plätze, als Team erreichten sie jedoch den 8. Rang.
Einzelwertung:
| Rang | Fahrer             | Pferde                                                                         | Minuspunkte | Minuspunkte      | Minuspunkte       | Minuspunkte |
| Rang | Fahrer             | Pferde                                                                         | Dressur     | Marathon- fahren | Hindernis- fahren | Endergebnis |
| ---- | ------------------ | ------------------------------------------------------------------------------ | ----------- | ---------------- | ----------------- | ----------- |
| 1    | Bram Chardon       | Floriano, Freddy, Generaal, Roderick und Incitato Pandur                       | 43,98       | 106,48           | 3,00              | 153,46      |
| 2    | Benjamin Aillaud   | Beene van de Dubelsile, Douwe fan't Oosterzand, Jim, Sybren P und Maestoso Leo | 42,58       | 112,09           | 0,91              | 155,58      |
| 3    | Glenn Geerts       | Birckhouse Billie, Dash, De Solist, Zeron und Erdball                          | 48,31       | 108,32           | 0,00              | 156,63      |
| 4    | Georg von Stein    | Despardo, Eddy, Fax, Playboy und Popey                                         | 47,58       | 107,74           | 3,00              | 158,32      |
| 5    | Anna Sandmann      | Bo-Liberator, Fredie U, Gerlandro, Wanita und Wierd                            | 48,58       | 114,07           | 1,16              | 163,81      |
| 6    | Michael Brauchle   | Carola, Djamilo, Don, Hennessy und Concetta                                    | 56,50       | 105,65           | 3,00              | 165,15      |
| 7    | Christoph Sandmann | Amico, Donvito vd Mulligenvree, Fantast, Ferry Beauty und Donner               | 51,78       | 117,64           | 0,00              | 169,42      |

Mannschaftswertung:
| Platz | Land        | Fahrer                                                              | Punkte  | Punkte           | Punkte            | Punkte      |
| Platz | Land        | Fahrer                                                              | Dressur | Marathon- fahren | Hindernis- fahren | Endergebnis |
| ----- | ----------- | ------------------------------------------------------------------- | ------- | ---------------- | ----------------- | ----------- |
| 1     | Deutschland | Georg von Stein, Michael Brauchle, Anna Sandmann                    | 96,16   | 213,39           | 4,16              | 313,71      |
| 2     | Belgien     | Dries Degrieck, Edouard Simonet, Glenn Geerts                       | 101,15  | 223,59           | 0,00              | 324,74      |
| 3     | Frankreich  | Anthony Horde, Thibault Coudry, Benjamin Aillaud                    | 98,15   | 231,54           | 0,91              | 330,60      |
| 4     | Ungarn      | József Dobrovitz, József Dobrovitz jr.                              | 121,13  | 231,81           | 12,49             | 365,43      |
| …     |             |                                                                     |         |                  |                   |             |
| 8     | Österreich  | Josef Leibetseder jun., Christian Schlögelhofer, Andreas Ruschitzka | 144,64  | 289,93           | 14,68             | 449,25      |